# Phương diện quân Belorussia 1
Phương diện quân Belorussia 1 (tiếng Nga: 1-й Белорусский фронт) là một tổ chức tác chiến chiến lược của Hồng quân Liên Xô trong Thế chiến thứ hai. Đây được xem là phương diện quân mạnh nhất và là đơn vị tác chiến chiến lược chủ lực của Hồng quân Liên Xô trong giai đoạn cuối cuộc Chiến tranh Vệ quốc vĩ đại, đặc biệt tại chiến dịch Bagration, chiến dịch Wisla-Oder và Chiến dịch Berlin.

## Lịch sử

### Thành lập
Phương diện quân Belorussia 1 được thành lập vào ngày 24 tháng 2 năm 1944 theo chỉ thị của Đại bản doanh Bộ Tổng tư lệnh tối cao (Stavka) ngày 17 tháng 2 năm 1944, trên cơ sở đổi tên từ Phương diện quân Belorussia, phụ trách hướng chiến lược Tây Belorussia.
Ngay trong khi quá trình thành lập chính thức, từ ngày 21-26 tháng 2 năm 1944, lực lượng cánh phải của phương diện quân đã tiến hành chiến dịch Rogachyov-Zhlobin, chiếm được đầu cầu trên hữu ngạn sông Dniepr, giải phóng Rogachyov.
Ngày 5 tháng 4 năm 1944, theo chỉ thị của Stavka ngày 2 tháng 4 năm 1944, phương diện quân được đổi tên lại thành Phương diện quân Belorussia.

### Tái lập
Phương diện quân Belorussia 1 được tái lập ngày 16 tháng 4 năm 1944 theo chỉ thị của Stavka ngày 12 tháng 4 năm 1944, trên cơ sở đổi tên một lần nữa Phương diện quân Belorussia.
Trong Chiến dịch Bagration từ ngày 24 đến 29 tháng 6 năm 1944, lực lượng phương diện quân đã tiến hành chiến dịch Bobruysk, bao vây và tiêu diệt hơn 6 sư đoàn Đức Quốc xã, gây thương vong 40.000 quân Đức. Từ ngày 29 tháng 6 đến ngày 4 tháng 7, phương diện quân tham gia chiến dịch Minsk. Từ ngày 18 tháng 7 đến ngày 2 tháng 8, lực lượng phương diện quân tiến hành chiến dịch Lublin-Brest, vượt qua sông Wisła, chiếm được đầu cầu Magnushevsky và Pulavsky ở phí tả ngạn, giải phóng các thành phố Brest, Siedlce và Lublin.
Từ tháng 8 đến tháng 12 năm 1944, lực lượng phương diện quân tiến hành các hoạt động chiến đấu để giữ và mở rộng các đầu cầu trên Wisła (đầu cầu Magnushevsky) và Narew (đầu cầu Serotsky, đầu cầu Ruzhany), chuẩn bị cho cuộc tấn công mùa đông. Trong những cuộc giao chiếc khốc liệt, chỉ riêng tháng 8-9 năm 1944, thương vong của Phương diện quân Belorussia 1 đã vượt quá 170.000 người, trong đó có hơn 30.000 người chết.
Từ ngày 14 tháng 1 đến ngày 3 tháng 2 năm 1945, lực lượng phương diện quân tham gia Chiến dịch Wisla-Oder, thực hiện chiến dịch Warszawa-Poznan, giải phóng phần trung tâm của Ba Lan và Warszawa, tiến đến sông Oder, thiết lập được đầu cầu ở tả ngạn sông tại Bắc và Nam Kostrzyn. Chỉ riêng trong trận Poznań, từ ngày 25 tháng 1, lực lượng phương diện quân đã bao vây và tiêu diệt cụm 66.000 quân Đức tại thành phố pháo đài Poznań, cuối cùng chiếm được thành phố vào ngày 23 tháng 2.
Từ ngày 10 tháng 2 đến 4 tháng 4, lực lượng cánh phải của phương diện quân tham gia chiến dịch chiến lược Đông Pomerania, giải phóng phần phía Bắc Ba Lan, đồng thời đánh chiếm, củng cố và mở rộng các đầu cầu trên sông Oder.
Sau khi chiếm được Ba Lan và Đông Phổ, từ tháng 1 đến tháng 3 năm 1945, Bộ Tổng tư lệnh tối cao Liên Xô đã bố trí lại lực lượng để chuẩn bị cho cuộc tấn công vào Berlin. Lực lượng của phương diện quân Belorussia 1 được triển khai dọc theo sông Oder từ phía Nam Frankfurt đến Baltic, tập trung vào khu vực phía trước Cao nguyên Seelow. Các đơn vị cánh trái của Phương diện quân Belorussia 2 được di chuyển vào các vị trí đang bị bỏ trống bởi Phương diện quân Belorussia 1 ở phía Bắc của Cao nguyên Seelow. Đồng thời với việc tái bố trí, Hồng quân Liên Xô cũng thanh toán các ổ kháng cự còn sót lại của tàn quân Đức ở gần Danzig.
Từ ngày 16 tháng 4 đến 8 tháng 5, lực lượng phương diện quân là mũi tiến công chủ lực trong chiến dịch công phá Berlin, phối hợp với Phương diện quân Belorussia 2 ở cánh Bắc và Phương diện quân Ukraina 1 ở cánh Nam, công phá thủ đô Berlin của Đức Quốc xã. Tuy gặp khó khăn rất lớn trong cuộc tấn công để vượt qua cao nguyên Seelow, nhưng sau 3 ngày, lực lượng phương diện quân đã đột phá qua tuyến phòng thủ kiên cố của quân Đức và tiếp cận vùng ngoại ô Berlin. Đến ngày 25 tháng 4, vòng vây Berlin đã hình thành khi các đơn vị của Phương diện quân Belorussia 1 và Phương diện quân Ukraina 1 gặp nhau tại Kietzen, phía Tây Berlin. Sau một tuần giao chiến ác liệt trên các đường phố Berlin, vào lúc 15:00 giờ địa phương ngày 2 tháng 5, tướng Helmuth Weidling, chỉ huy quân đồn trú tại Berlin, đã gửi thông báo đến tướng Vasily Chuikov tuyên bố đầu hàng vô điều kiện.
Ngày 10 tháng 6 năm 1945, phương diện quân được giải tán theo chỉ thị của Stavka ngày 29 tháng 5 năm 1945. Bộ chỉ huy và các đơn vị trực thuộc được tổ chức thành Bộ chỉ huy lực lượng chiếm đóng của Liên Xô tại phần lãnh thổ kiểm soát trên nước Đức.

## Lãnh đạo phương diện quân

### Tư lệnh
| STT | Ảnh | Họ tên           | Thời gian sống | Thời gian tại nhiệm            | Cấp bậc tại nhiệm                           | Ghi chú |
| --- | --- | ---------------- | -------------- | ------------------------------ | ------------------------------------------- | ------- |
| 1   |     | K.K. Rokossovsky | 1896 - 1968    | tháng 2, 1944 - tháng 4, 1944  | Đại tướng (1943)                            |         |
|     |     |                  |                |                                |                                             |         |
| 2   |     | K.K. Rokossovsky | 1896 - 1968    | tháng 4, 1944 - tháng 11, 1944 | Đại tướng (1943) Nguyên soái Liên Xô (1944) |         |
| 3   |     | G.K. Zhukov      | 1896 – 1974    | tháng 11, 1944 - tháng 6, 1945 | Nguyên soái Liên Xô (1943)                  |         |

### Ủy viên Hội đồng quân sự
| STT | Ảnh                                                                             | Họ tên        | Thời gian sống | Thời gian tại nhiệm            | Cấp bậc tại nhiệm                      | Ghi chú                                                         |
| --- | ------------------------------------------------------------------------------- | ------------- | -------------- | ------------------------------ | -------------------------------------- | --------------------------------------------------------------- |
| 1   |                                                                                 | K.F. Telegin  | 1899 - 1981    | tháng 2, 1944 - tháng 4, 1944  | Trung tướng (1943)                     |                                                                 |
|     |                                                                                 |               |                |                                |                                        |                                                                 |
| 2   |                                                                                 | K.F. Telegin  | 1899 - 1981    | tháng 4, 1944 - tháng 5, 1944  | Trung tướng (1943)                     |                                                                 |
| 3   | Tập tin:Bundesarchiv Bild 183-29921-0001, Bulganin, Nikolai Alexandrowitsch.jpg | N.A. Bulganin | 1895 - 1975    | tháng 5, 1944 - tháng 11, 1944 | Trung tướng (1942) Thượng tướng (1944) | Nguyên soái Liên Xô (1947). Bị giáng cấp Thượng tướng năm 1958. |
| 4   |                                                                                 | K.F. Telegin  | 1899 - 1981    | tháng 11, 1944 - tháng 6, 1945 | Trung tướng (1943)                     |                                                                 |

### Tham mưu trưởng
| STT | Ảnh | Họ tên       | Thời gian sống | Thời gian tại nhiệm           | Cấp bậc tại nhiệm   | Ghi chú          |
| --- | --- | ------------ | -------------- | ----------------------------- | ------------------- | ---------------- |
| 1   |     | M.S. Malinin | 1899 – 1960    | tháng 2, 1944 - tháng 4, 1944 | Thượng tướng (1943) |                  |
|     |     |              |                |                               |                     |                  |
| 2   |     | M.S. Malinin | 1899 – 1960    | tháng 4, 1944 - tháng 6, 1945 | Thượng tướng (1943) | Đại tướng (1953) |

## Biên chế chủ lực

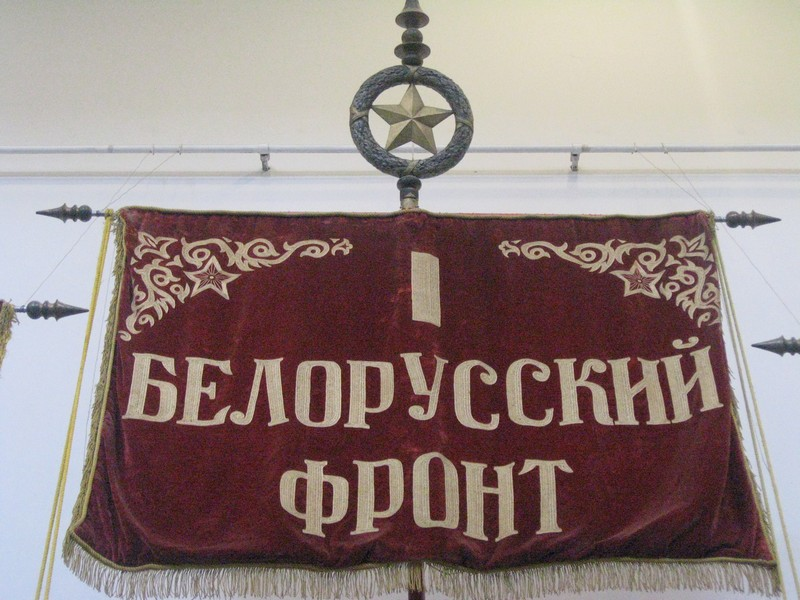
Cờ hiệu chiến thắng của phương diện quân tại bảo tàng Moskva.

### 1 tháng 4 năm 1944
- Tập đoàn quân 3
- Tập đoàn quân 10
- Tập đoàn quân 48
- Tập đoàn quân 50
- Tập đoàn quân 65
- Tập đoàn quân không quân 16

### 1 tháng 7 năm 1944
- Tập đoàn quân cận vệ 8
- Tập đoàn quân 3
- Tập đoàn quân 28
- Tập đoàn quân 47
- Tập đoàn quân 48
- Tập đoàn quân 61
- Tập đoàn quân 65
- Tập đoàn quân 69
- Tập đoàn quân 70
- Tập đoàn quân xe tăng 2
- Tập đoàn quân không quân 6
- Tập đoàn quân không quân 16
- Tập đoàn quân Ba Lan 1

### 1 tháng 10 năm 1944
- Tập đoàn quân cận vệ 8
- Tập đoàn quân 47
- Tập đoàn quân 65
- Tập đoàn quân 69
- Tập đoàn quân 70
- Tập đoàn quân không quân 16
- Tập đoàn quân Ba Lan 1

### 1 tháng 1 năm 1945
- Tập đoàn quân cận vệ 8
- Tập đoàn quân xung kích 3
- Tập đoàn quân xung kích 5
- Tập đoàn quân 33
- Tập đoàn quân 47
- Tập đoàn quân 61
- Tập đoàn quân 69
- Tập đoàn quân xe tăng cận vệ 1
- Tập đoàn quân xe tăng cận vệ 2
- Tập đoàn quân không quân 16
- Tập đoàn quân Ba Lan 1

### 1 tháng 4 năm 1945
- Tập đoàn quân cận vệ 8
- Tập đoàn quân xung kích 3
- Tập đoàn quân xung kích 5
- Tập đoàn quân 33
- Tập đoàn quân 47
- Tập đoàn quân 61
- Tập đoàn quân 69
- Tập đoàn quân Xe tăng Cận vệ 1
- Tập đoàn quân xe tăng cận vệ 2
- Tập đoàn quân không quân 16
- Tập đoàn quân Ba Lan 1